# اصول حسابداری (کتاب علی‌مدد و ملک‌آرایی)
اصول حسابداری کتابی از مصطفی علی مدد و نظام‌الدین ملک آرایی است که در سال ۱۳۷۰ منتشر و در مراسم کتاب سال جمهوری اسلامی ایران به‌عنوان کتاب برگزیده معرفی شد.